# Система
Систе́ма (др.-греч. σύστημα «целое, составленное из частей; соединение») — множество элементов, находящихся в отношениях и связях друг с другом, которое образует определённую целостность, единство.
Целое больше суммы своих частей.
Потребность в использовании термина «система» возникает в тех случаях, когда нужно подчеркнуть, что что-то является большим, сложным, не полностью сразу понятным, при этом целым, единым. В отличие от понятий «множество», «совокупность» понятие системы подчёркивает упорядоченность, целостность, наличие закономерностей построения, функционирования и развития (см. ниже ).
В повседневной практике слово «система» может употребляться в различных значениях, в частности:
- теория, например, философская система Платона;
- классификация, например, периодическая система химических элементов Д. И. Менделеева;
- метод практической деятельности, например, система Станиславского;
- способ организации мыслительной деятельности, например, система счисления;
- совокупность объектов природы, например, Солнечная система;
- некоторое свойство общества, например, политическая система, экономическая система и т. п.;
- совокупность установившихся норм жизни и правил поведения, например, правовая система или система моральных ценностей;
- закономерность («в его действиях прослеживается система»);
- конструкционный принцип («оружие новой системы»);
- и другие.

Изучением систем занимаются такие инженерные и научные дисциплины как общая теория систем, системный анализ, системология, кибернетика, системная инженерия, термодинамика, ТРИЗ, системная динамика и т. д.

## Определения системы

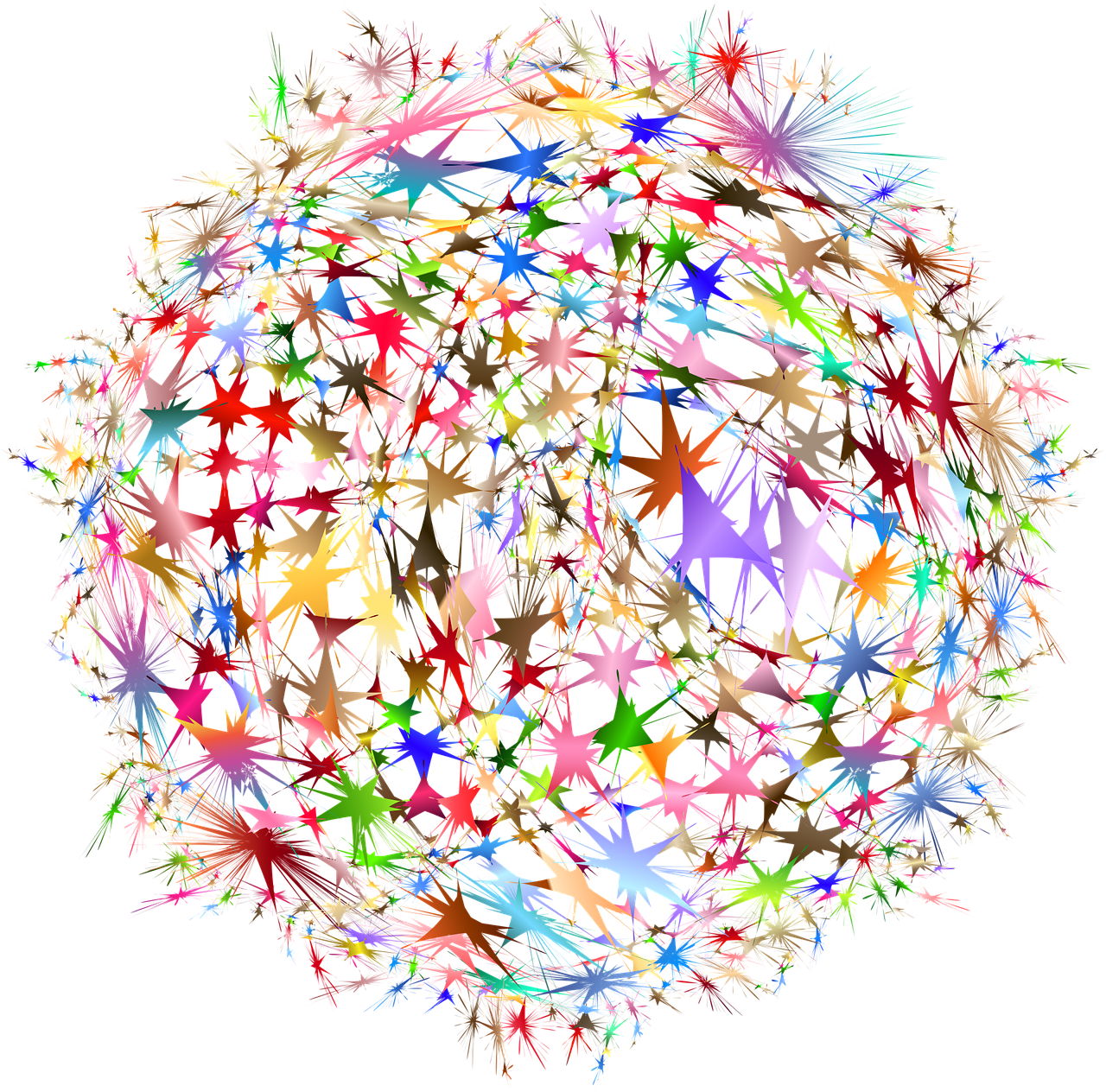

Существует по меньшей мере несколько десятков различных определений понятия «система», используемых в зависимости от контекста, области знаний и целей исследования. Основной фактор, влияющий на различие в определениях, состоит в том, что в понятии «система» есть двойственность: с одной стороны оно используется для обозначения объективно существующих феноменов, а с другой стороны — как метод изучения и представления феноменов, то есть как субъективная модель реальности.
В связи с этой двойственностью авторы определений пытались решить две различные задачи: (1) объективно отличить «систему» от «несистемы» и (2) выделить некоторую систему из окружающей среды. На основе первого подхода давалось дескриптивное (описательное) определение системы, на основе второго — конструктивное, иногда они сочетаются.
Так, данное в преамбуле определение из Большого Российского энциклопедического словаря является типичным дескриптивным определением. Другие примеры дескриптивных определений:
- Система — комплекс взаимодействующих компонентов (Л. фон Берталанфи).[4]
- Система — совокупность элементов, находящихся в определённых отношениях друг с другом и со средой (Л. фон Берталанфи)[5].
- Система — множество взаимосвязанных элементов, обособленное от среды и взаимодействующее с ней, как целое (Ф. И. Перегудов, Ф. П. Тарасенко)[6].

Дескриптивные определения характерны для раннего периода системной науки, при котором в них включали только элементы и связи. Затем, в процессе развития представлений о системе, стали учитывать её цель (функцию), а в последующем — и наблюдателя (лицо, принимающее решение, исследователя, проектировщика и т. п.). Таким образом, современное представление о системе подразумевает наличие функции, или цели системы с точки зрения наблюдателя или исследователя, который при этом явно или неявно вводится в определение.
Примеры конструктивных определений:
- Система — комбинация взаимодействующих элементов, организованных для достижения одной или нескольких поставленных целей (ГОСТ Р ИСО МЭК 15288-2005)[7].
- Система — конечное множество функциональных элементов и отношений между ними, выделенное из среды в соответствии с определённой целью в рамках определённого временного интервала (В. Н. Сагатовский)[8].
- Система — отражение в сознании субъекта (исследователя, наблюдателя) свойств объектов и их отношений в решении задачи исследования, познания (Ю. И. Черняк)[9].
- Система S на объекте А относительно интегративного свойства (качества) есть совокупность таких элементов, находящихся в таких отношениях, которые порождают данное интегративное свойство (Е. Б. Агошкова, Б. В. Ахлибининский)[10].
- Система — совокупность интегрированных и регулярно взаимодействующих или взаимозависимых элементов, созданная для достижения определённых целей, причём отношения между элементами определены и устойчивы, а общая производительность или функциональность системы лучше, чем у простой суммы элементов[2].

При исследовании некоторых видов систем дескриптивные определения системы считаются допустимыми; так, вариант теории систем Ю. А. Урманцева, созданный им для исследования относительно невысоко развитых биологических объектов типа растений, не включает понятие цели как несвойственное для этого класса объектов.

## Понятия, характеризующие систему
Понятия, входящие в определения системы и характеризующие её строение:
- Элемент — предел членения системы с точки зрения аспекта рассмотрения, решения конкретной задачи, поставленной цели.
- Компонент, подсистема — относительно независимая часть системы, обладающая свойствами системы, и в частности, имеющая подцель.
- Связь, отношение — ограничение степени свободы элементов: элементы, вступая во взаимодействие (связь) друг с другом, утрачивают часть свойств или степеней свободы, которыми они потенциально обладали; сама же система как целое при этом приобретает новые свойства.
- Структура — наиболее существенные компоненты и связи, которые мало меняются при функционировании системы и обеспечивают существование системы и её основных свойств. Структура характеризует организованность системы, устойчивую во времени упорядоченность элементов и связей.
- Цель — сложное понятие, в зависимости от контекста и стадии познания имеющее разное наполнение: «идеальные устремления», «конечный результат», «побуждение к деятельности» и т. д. Для многих сложных систем (например, социальных) характерно наличие разных по уровню, часто не согласующихся между собой целей[11].

Понятия, характеризующие функционирование и развитие системы:
- Состояние — мгновенная «фотография», «срез» системы; фиксация значений параметров системы на определённый момент времени.
- Поведение — известные или неизвестные закономерности перехода системы из одного состояния в другое, определяемые как взаимодействием с внешней средой, так и целями самой системы.
- Развитие, эволюция — закономерное изменение системы во времени, при котором может меняться не только её состояние, но и физическая природа, структура, поведение и даже цель.
- Жизненный цикл — стадии процесса развития системы, начиная с момента возникновения необходимости в такой системе и заканчивая её исчезновением.

## Общесистемные закономерности
- Отграниченность от среды, интегративность — система есть абстрактная сущность, обладающая целостностью и определённая в своих границах[2], при этом в некотором существенном для наблюдателя аспекте «сила» или «ценность» связей элементов внутри системы выше, чем сила или ценность связей элементов системы с элементами внешних систем или среды. В терминологии В. И. Николаева и В. М. Брука, необходимо наличие существенных устойчивых связей (отношений) между элементами или их свойствами, превосходящих по мощности (силе) связи (отношения) этих элементов с элементами, не входящими в данную систему[12]. Системообразующие, системосохраняющие факторы при этом называют интегративными[1].
- Синергичность, эмерджентность, холизм, системный эффект, сверхаддитивный эффект — появление у системы свойств, не присущих её элементам; принципиальная несводимость свойств системы к сумме свойств составляющих её компонентов. Возможности системы превосходят сумму возможностей составляющих её частей; общая производительность или функциональность системы лучше, чем у простой суммы элементов[2]. Международный совет по системной инженерии основывает на этом свойстве само определение системы: система — композиция частей (элементов), совместно порождающих поведение или смысл, которые отсутствуют у отдельных её составляющих[13].
- Иерархичность — каждый компонент системы может рассматриваться как система; сама система также может рассматриваться как компонент той или иной надсистемы (использующей системы). Более высокий иерархический уровень оказывает воздействие на нижележащий уровень и наоборот: подчинённые члены иерархии приобретают новые свойства, отсутствовавшие у них в изолированном состоянии (влияние целого на элементы), а в результате появления этих свойств формируется новый, другой «облик целого» (влияние свойств компонентов на целое)[1][14].

## Классификации систем
Практически в каждом издании по теории систем и системному анализу обсуждается вопрос о классификации систем, при этом наибольшее разнообразие точек зрения наблюдается при классификации сложных систем. Большинство классификаций являются произвольными (эмпирическими), то есть их авторами просто перечисляются некоторые виды систем, существенные с точки зрения решаемых задач, а вопросы о принципах выбора признаков (оснований) деления систем и полноте классификации при этом даже не ставятся.
Классификации осуществляются по предметному или по категориальному принципу.
Предметный принцип классификации состоит в выделении основных видов конкретных систем, существующих в природе и обществе, с учётом вида отображаемого объекта (технические, биологические, экономические и т. п.) или с учётом вида научного направления, используемого для моделирования (математические, физические, химические и др.).
При категориальной классификации системы разделяются по общим характеристикам, присущим любым системам независимо от их материального воплощения. Наиболее часто рассматриваются следующие категориальные характеристики:
- Количественно все компоненты систем могут характеризоваться как монокомпоненты (один элемент, одно отношение) и поликомпоненты (много свойств, много элементов, много отношений).
- Для статической системы характерно то, что она находится в состоянии относительного покоя, её состояние с течением времени остаётся постоянным. Динамическая система изменяет своё состояние во времени.
- Открытые системы постоянно обмениваются веществом, энергией или информацией со средой. Система закрыта (замкнута), если в неё не поступают и из неё не выделяются вещество, энергия или информация.
- Поведение детерминированных систем полностью объяснимо и предсказуемо на основе информации об их состоянии. Поведение вероятностной системы определяется этой информацией не полностью, позволяя лишь говорить о вероятности перехода системы в то или иное состояние.
- В гомогенных системах (например, в популяции организмов данного вида) элементы однородны и потому взаимозаменяемы. Гетерогенные системы состоят из разнородных элементов, не обладающих свойством взаимозаменяемости.
- Дискретные системы рассматриваются как состоящие из чётко отграниченных (логически или физически) элементов; непрерывные системы рассматриваются с точки зрения закономерностей и процессов. Данные понятия относительны: одна и та же система может быть с одной точки зрения дискретной, а с другой — непрерывной; примером может служить корпускулярно-волновой дуализм.
- По происхождению выделяют искусственные, естественные и смешанные системы.
- По степени организованности выделяют класс хорошо организованных, класс плохо организованных (диффузных) систем и класс развивающихся (самоорганизующихся) систем.
- При делении систем на простые и сложные наблюдается наибольшее расхождение точек зрения, однако чаще всего сложность системе придают такие характеристики как большое число элементов, многообразие возможных форм их связи, множественность целей, многообразие природы элементов, изменчивость состава и структуры и т. д.[3]
- По материальности системы могут быть как физическими, так и концептуальными (функциональными), либо сочетанием того и другого[13]. Физические системы состоят из материи и энергии, могут включать информацию и проявляют некоторое поведение. Концептуальные системы являются абстрактными, состоят из чистой информации и демонстрируют скорее смысл, чем поведение[13].

Одна из известных эмпирических классификаций предложена Ст. Биром. В её основе лежит сочетание степени детерминированности системы и уровня её сложности:
| Системы           | Простые (состоящие из небольшого числа элементов)                               | Сложные (достаточно разветвлённые, но поддающиеся описанию)          | Очень сложные (не поддающиеся точному и подробному описанию) |
| ----------------- | ------------------------------------------------------------------------------- | -------------------------------------------------------------------- | ------------------------------------------------------------ |
| Детерминированные | Оконная задвижка Проект механических мастерских                                 | Компьютер Автоматизация                                              |                                                              |
| Вероятностные     | Подбрасывание монеты Движение медузы Статистический контроль качества продукции | Хранение запасов Условные рефлексы Прибыль промышленного предприятия | Экономика Мозг Фирма                                         |

Несмотря на явную практическую ценность классификации Ст. Бира отмечаются и её недостатки. Во-первых, критерии выделения типов систем не определены однозначно. Например, выделяя сложные и очень сложные системы, автор не указывает, относительно каких именно средств и целей определяется возможность и невозможность точного и подробного описания. Во-вторых, не показывается, для решения каких именно задач оказывается необходимым и достаточным знание именно предложенных типов систем. Такие замечания в сущности характерны для всех произвольных классификаций.
Помимо произвольных (эмпирических) подходов к классификации существует и логико-теоретический подход, при котором признаки (основания) деления пытаются логически вывести из определения системы. В данном подходе множество выделяемых типов систем потенциально неограниченно, порождая вопрос о том, каков объективный критерий для выделения из бесконечного множества возможностей наиболее подходящих типов систем.
В качестве примера логического подхода можно сослаться на предложение А. И. Уёмова на основе его определения системы, включающего «вещи», «свойства» и «отношения» строить классификации систем на основе «типов вещей» (элементов, из которых состоит система), «свойств» и «отношений», характеризующих системы различного вида.
Предлагаются и комбинированные (гибридные) подходы, которые призваны преодолеть недостатки обоих подходов (эмпирического и логического). В частности, В. Н. Сагатовский предложил следующий принцип классификации систем. Все системы делятся на разные типы в зависимости от характера их основных компонентов. При этом каждый из указанных компонентов оценивается с точки зрения определённого набора категориальных характеристик. В результате из полученной классификации выделяются те типы систем, знание которых наиболее важно с точки зрения определённой задачи.
Классификация систем В. Н. Сагатовского:
| Категориальные характеристики  | Свойства | Элементы | Отношения |
| ------------------------------ | -------- | -------- | --------- |
| Моно                           |          |          |           |
| Поли                           |          |          |           |
| Статические                    |          |          |           |
| Динамические (функционирующие) |          |          |           |
| Открытые                       |          |          |           |
| Закрытые                       |          |          |           |
| Детерминированные              |          |          |           |
| Вероятностные                  |          |          |           |
| Простые                        |          |          |           |
| Сложные                        |          |          |           |

## Закон необходимости разнообразия (законЭшби)
При создании проблеморазрешающей системы необходимо, чтобы эта система имела большее разнообразие, чем разнообразие решаемой проблемы, или была способна создать такое разнообразие. Иначе говоря, система должна обладать возможностью изменять своё состояние в ответ на возможное возмущение; разнообразие возмущений требует соответствующего ему разнообразия возможных состояний. В противном случае такая система не сможет отвечать задачам управления, выдвигаемым внешней средой, и будет малоэффективной. Отсутствие или недостаточность разнообразия могут свидетельствовать о нарушении целостности подсистем, составляющих данную систему.

## Общая теория систем
Общая теория систем — научная и методологическая концепция исследования объектов, представляющих собой системы. Она тесно связана с системным подходом и является конкретизацией его принципов и методов.
Первый вариант общей теории систем был выдвинут Людвигом фон Берталанфи. Его основная идея состояла в признании изоморфизма законов, управляющих функционированием системных объектов.
Современные исследования в общей теории систем должны интегрировать наработки, накопленные в областях «классической» общей теории систем, кибернетики, системного анализа, исследования операций, системной инженерии и т. д.